# Szirmabesenyő
Szirmabesenyő (szlovákul: Bešeňovo) nagyközség Borsod-Abaúj-Zemplén vármegyében, a Miskolci járásban.
A Miskolc vonzásterületén elhelyezkedő, dinamikusan fejlődő település az utóbbi időben több kulturális és gasztronómiai esemény szervezője és lebonyolítója volt.

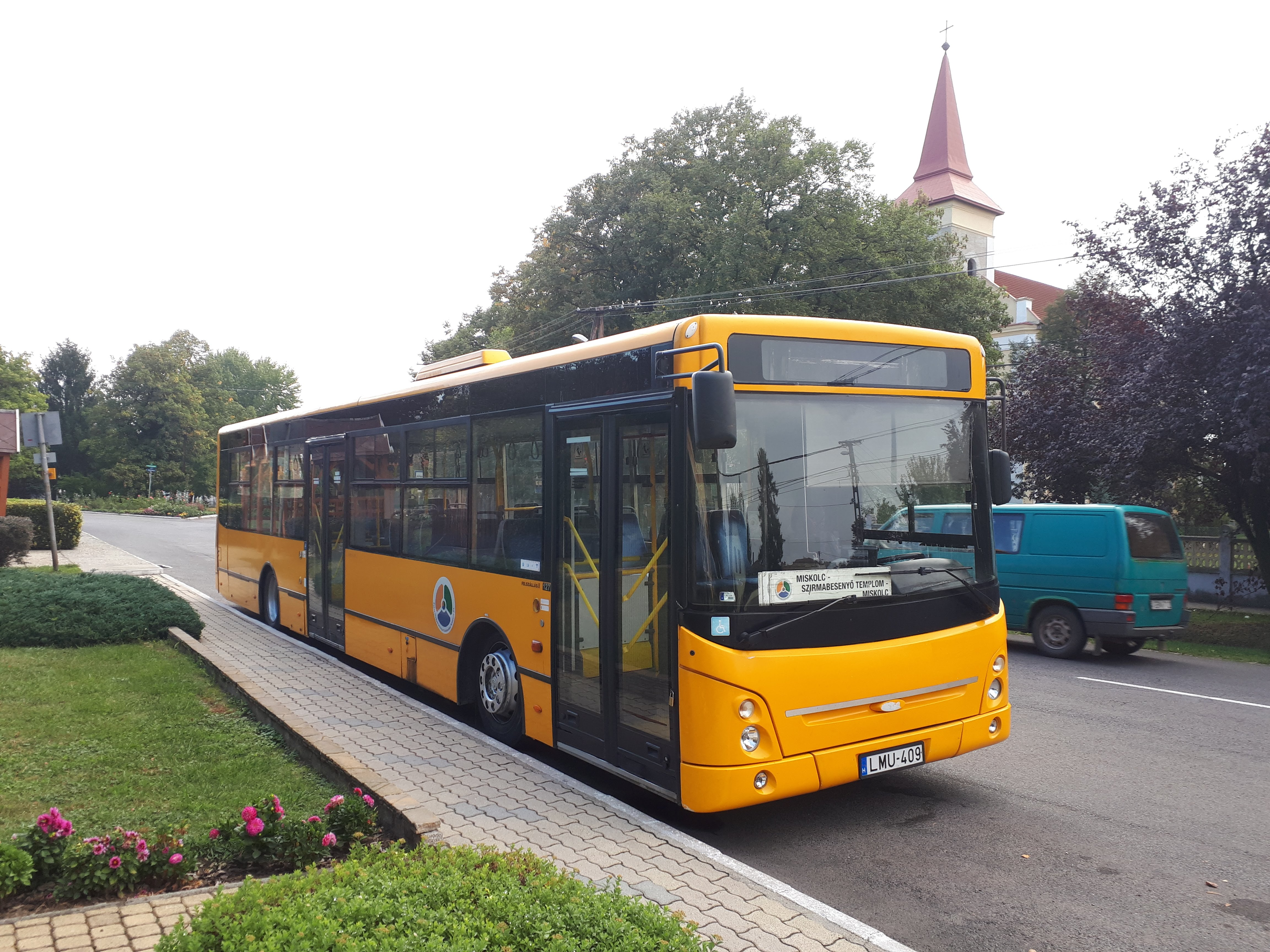
Autóbusz Szirmabesenyőn

## Földrajzi jellemzők

### Elhelyezkedés
A Bükk-vidék keleti részén, a Sajó nyugati partja mellett fekszik, a megyeszékhely Miskolctól 4 kilométerre északra. A község és környékének átlagos tengerszint feletti magassága 115-120 méter. További szomszédos települései Sajóvámos (4 km) és Sajókeresztúr (2 km). Határos még Sajópálfalával és Arnóttal is, de ezekkel nincs közvetlen közúti kapcsolata.
Legfontosabb közúti megközelítési útvonala a Miskolctól Kazincbarcika érintésével az országhatárig vezető 26-os főút, mely a belterületétől nyugatra húzódik; érinti továbbá a (leginkább Miskolc belterületének a tranzitforgalom alóli tehermentesítését szolgáló) 306-os főút is. Főutcája a 2619-es út, ez kapcsolja össze a 26-os főúttal és Sajóvámossal is.
A hazai vasútvonalak közül a Miskolc–Bánréve–Ózd-vasútvonal és a Sajóecseg–Hídvégardó-vasútvonal érinti, melyek közös, itteni megállási pontja (Szirmabesenyő megállóhely) a belterület nyugati-délnyugati szélén található, közvetlenül a 2619-es út vasúti keresztezésének északi oldalán.

### Talajtípusok
A településre három talajtípus jellemző: barna erdőtalaj, kilúgozott csernozjom és a barna föld. A talajerózió az Északi-középhegységhez tartozó területeken jelentős, ahol a fogyatkozó erdőségek miatt a csapadék gyorsabban jut le a lentebb lévő földekre, mely nagyobb vízmennyiségek esetén ráhatással van a talajréteg elvékonyodására.

### Éghajlat
A településre a mérsékelten meleg, száraz éghajlat jellemző, de Szirmabesenyő északi részén a mérsékelten száraz klimatikus viszony a jellemzőbb.

## Helytörténet
A község két településből, az XVII. századtól a gróf szirmai és szirmabesenyői Szirmay-család által birtokolt Szirmabesenyőből (más néven Kelecsényből) és az attól független Sajóbesenyőből (vagy Besenyő, Alsóbesenyő) jött létre 1939-ben. A két település története azonban, az egymáshoz való közelségük miatt a fúziót megelőző évszázadokban is összefüggött.
Szirmabesenyő első ismert írásos emléke III. András magyar király uralkodása idején keletkezett. Az említett 1291-es dokumentum közlése szerint Besenew település a Miskolc nemzetségből való Besenyei Sándor fiainak tulajdona volt – innen a település nevének eredete, mely egyben a településen élt besenyő közösségre is utal. A településen egy 1332-es említés szerint egy Mindenszentekről elnevezett egyház működött, mely után fennmaradtak a pápai tizedjegyzék adatai is.
A település alapító atyja gróf szirmai és szirmabesenyői Szirmay István volt, aki I. Lipót magyar király által jóváhagyva 1694-ben költöztette át földműveseit Szirmáról Kelecsénybe, s ebből kifolyólag lett a település neve Szirmabesenyő – utalva a hely birtokosaira, s a lakosság eredetére. Szirmay István felépítette a családi kúriát, majd leszármazottjai a 18. században barokk kastélyt építtettek, illetve átvették a település kegyúri posztját is. Az ő fennhatóságuk alatt épülhetett ki a helyi iskola is, melynek első ismert írásos emléke 1746-ból származik. A kastély jelentősebb tulajdonosa gróf szirmai és szirmabesenyői Szirmay Alfréd volt, akinél gyakorta vendégeskedett sógora, Szinyei Merse Pál; utóbbi az itt festett művei miatt máig a település művészeti arculatának képviselője.
Mivel a település lakossága nagy arányban szlovák etnikumú volt – a többek között Szentmihályfalváról (szlovákul Šarišské Michaľany) való betelepítések miatt –, az oktatás az asszimilációs törekvések miatt csak 1875-től folyt magyar nyelven. A szláv eredet máig megfigyelhető a tősgyökeres lakosokon, akik szüleik, nagyszüleik által tudnak szlovák kifejezéseket. A 19. századi anyakönyvekben gyakran előforduló vezetéknevek: Balcsár, Bányász, Béres, Bodnár, Bodolovszki, Bodvanszki, Dojcsák, Duch, Dvorcsák, Dvorszki, Éliás, Furcsák, Gazsik, Germuska, Gibárti, Görömbölyszki, Guzi, Hanák, Hnat, Jarocsik, Juhász, Kállai, Kascsák, Kirn, Klusovszki, Koczán, Kocsis, Kollár, Konderák, Kopacskó, Kozdrony, Kubiczki, Lipták, Litmanovszki, Markó, Markovics, Mikovszki, Murin, Obóczki, Oscsadlovics, Papczun, Pavlikovics, Petúra, Popovics, Sárosi, Selling, Senviczki, Stefán, Szabados, Szakos, Topa, Tornai, Tövis, Üveges, Vaskó, Vencuch, Virosztek, Xenzsakovics.
Az első világháborúban, 1914–1918 között Sajó- és Szirmabesenyő lakosai közül összesen 41 fő halt hősi halált.
A második világháborúban (1939–1945) elhunyt helyi áldozatok névsora, a helyi hősi emlékmű felirata alapján: Árvai Imre, Balázs János, Berei János, Bodó Szilveszter, Bodolóczki Mihály, Bodvánszki András, Dányi István, Dédesi Simon, Dojcsák István, Dojcsák Tamás, Duch István, Friedmann család, Gerges Pál, Germuska Imre, Goldmann család, Gombos Imre, Gombos Kristófné, Groszmann család, Guttmann család, Guzi István, Guzi János, Guzi Pál, Gyurik István, Hankó Béla, Horváth család, Kaló Ilona, Kascsák Mihály, Király Gyula, Kismárton Mihály, Kiss István, Kiss Józsefné, Koczán Ferenc, Koczán Imre, Koczán István, Koczán László, Koczán Pál, Konderák Imre, Kovács Bálint, Kozák Pál I, Kozák Pál II, Kozák Veronika, Kubiczki János, Kubiczki Józsefné, Lipták Jánosné, Macsuga Flórián, Mák Balázs, Maszni Ernő, Mészáros Imre, Nagy István, Orosz István, Pásztor Vilmos, Pavlikovics Flórián, Pelle József, Rubinstein Áronné, Salamon Miklós, Selling István, Sindler László, Szabó Lajos, Szakos Ernő, Szakos János, Szarka József, Szirmay Alfréd, Takács Mihály, Torkos Béla, Tóth József, Tőzsér István, Vaskó András, Vaskó János, Vépi Pál, Zafír család. A második világháború végén a településen gyűjtőtábor működött, melynek áldozatait málenkij robotra ítélték.
1945-ben a Szirmay-kastélyt az állam eltulajdonította Szirmay Eszter tulajdonosnőtől, s raktárként, majd ideiglenesen iskolaként működött tovább. A kastély értékes berendezését a lakosság felélte, így a jeles épületet régi pompájában már nem lehet előidézni.
Az 1956. október 26-ikai sortűzben elhunyt helyi áldozat volt Koczán Imre és Nagy István.
Az 1971-es szirmabesenyői árvíz okozta károk nagy befolyással voltak a település lakosságának életére; ehhez az eseményhez köthető a helyi roma kisebbség Sajókeresztúrba való áttelepülése is.
A település történetének meghatározó vezetője Fedor Vince, aki 1975-től 1990-ig a község tanácselnöke, majd még további 24 éven át, 2014-ig polgármestere volt. Az ő fennhatósága alatt épült ki a település infrastruktúrája, mai arculata.

## Közélete

### Polgármesterei
- 1990–1994: Fedor Vince (független)[11]
- 1994–1998: Fedor Vince (független)[12]
- 1998–2002: Fedor Vince (független)[13]
- 2002–2006: Fedor Vince (független)[14]
- 2006–2010: Fedor Vince (független)[15]
- 2010–2014: Fedor Vince (független)[16]
- 2014–2019: Huszti Gábor (független)[17]
- 2019–2024: Bodnár Krisztián (független)[1]
- 2024–: Bodnár Krisztián (Fidesz-KDNP)

## Népesség
A település népességének változása:
| Lakosok száma | 4317 | 4240 | 4181 | 4171 | 4847 | 4356 | 4381 |
|               | 2013 | 2014 | 2015 | 2021 | 2022 | 2023 | 2024 |

2001-ben a település lakosságának 99%-a magyar, 1%-a roma nemzetiségűnek vallotta magát.
A 2011-es népszámlálás során a lakosok 87,3%-a magyarnak, 1,3% cigánynak, 0,3% németnek mondta magát (12,7% nem nyilatkozott; a kettős identitások miatt a végösszeg nagyobb lehet 100%-nál). A vallási megoszlás a következő volt: római katolikus 45,4%, református 12,4%, görögkatolikus 8,1%, evangélikus 0,2%, felekezeten kívüli 8,9% (24,4% nem válaszolt).
2022-ben a lakosság 90,9%-a vallotta magát magyarnak, 3% cigánynak, 0,4% németnek, 0,2% szlováknak, 0,1-0,1% románnak, ruszinnak, szerbnek és lengyelnek, 2,7% egyéb, nem hazai nemzetiségűnek (8,9% nem nyilatkozott; a kettős identitások miatt a végösszeg nagyobb lehet 100%-nál). Vallásuk szerint 33,5% volt római katolikus, 11,6% református, 6,6% görög katolikus, 0,9% egyéb keresztény, 0,6% evangélikus, 0,1% ortodox, 12,4% felekezeten kívüli (33,7% nem válaszolt).

## Látnivalók

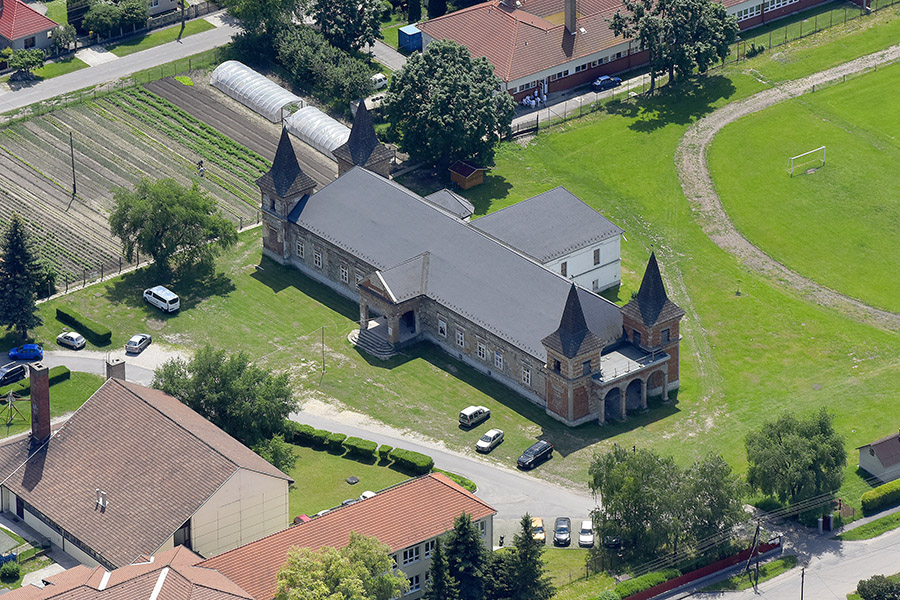
Szirmabesenyő, Szirmay-kastély légi fotón

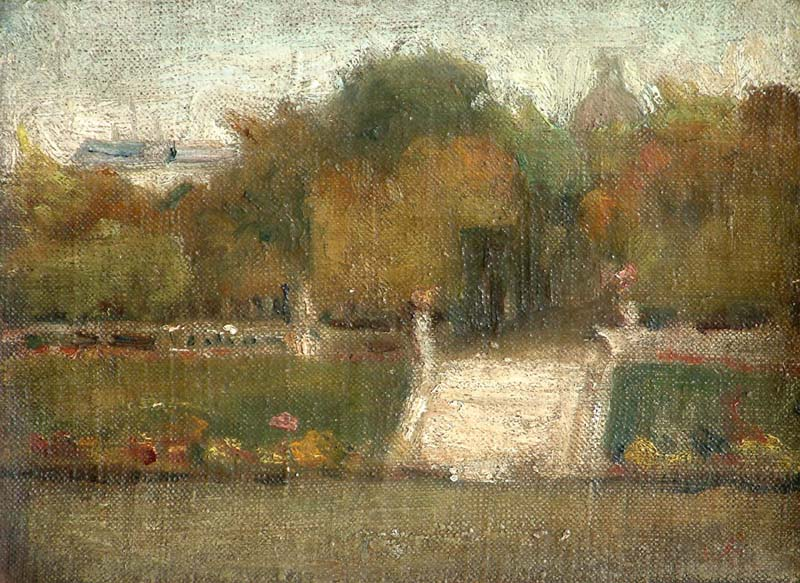
Szinyei Merse Pál: Szirmabesenyői park. Herman Ottó Múzeum

- Szirmay-kastély: 18. században épült barokk kastély. Az épület tulajdonosa több évszázadon keresztül a gróf Szirmay család volt egészen az államosításig, ami után oktatási intézményként működött tovább. Többek között Szinyei Merse Pál – akiről a jelenlegi helyi általános iskolát elnevezték –, és Ferenc József is vendégeskedett az épületben. A kastélypark a mai sportpálya területén helyezkedett el.
- Kisboldogasszony római katolikus templom és plébánia: 1762-ben épült meg a gróf Szirmay család kezdeményezéséből. A templom a földbirtokos család kegyuraságát élvezte, de az 1880-as évekre állapota erősen megrongálódott. 1886-ban helyreállították, és mostanáig folynak munkálatok a templom állapotának, külső és belső állapotának megőrzése érdekében. 2016-ban a régi plébánia mellé felhúztak egy új parókiát. A templom kertjében egy Nepomuki Szent Jánost ábrázoló szobor található.
- Görög katolikus templom: 2000-ben emelték a szirmabesenyői kiserdő szélén a körülbelül 500 fős egyházközség részére.
- Református templom: 2000-ben alakították át a település számára feleslegessé vált mozit református templommá, az egyre növekedő létszámú helyi református egyházközösség részére.
- Király-hegy: Nevével ellentétben egy dombság. Ezen a területen működik a helyi lovarda és a pincefalu. Az 1880-as filoxérajárvány óta megcsappant a helyi bortermelés, ezért jelenleg nincs intenzív szőlőművelés a területen. Az 1970-es években hétvégi házakat építettek fel, a dombság nyugati oldalát napjainkban is több család lakja.
- Négus-kert: Parkosított terület a polgármesteri hivatal szomszédságában. Ezen a helyen található meg az első és a második világháborúban, valamint az 1956-os forradalomkor zajló miskolci sortűzben elhunyt helyi áldozatok emlékművei.
- Kocka tó: A Sajó kanyarulatában található régi kavicsbányató, amely jelenleg horgásztóként működik. A víz átlagos mélysége 2-3 méter, a nyugati oldalán egy 6-8 méteres árok van.

## Híres emberek
- Itt született 1936. április 10-én Gombos Ilona csehszlovák színésznő.[21]
- Itt született 1937. március 30-án Delley József zongoraművész, a Szegedi Liszt Ferenc Zeneművészeti kar tanára.

## Díszpolgárok
A település 1995-ben adott ki rendeletet a Pro Rure díszpolgári cím alapításáról és adományozásáról. A kitüntetést változó időközönként – hivatalosan 3 évente –, az adott év augusztus 20-i ünnepségen adja át a polgármester a település életében kiemelkedő szerepet játszó azon személynek, akit a lakosság választ meg, s a képviselő-testület hagy jóvá. A díszpolgári méltósághoz díszoklevél és pénzjutalom jár, illetve egy 14 karátos arany pecsétgyűrű, mely a település címerét viseli.
A fent említett díjon kívül a település 2019 óta átadja a Szinyei- és Szirmay-díjakat is.
- Balogh Sándor (1941-2024): a helyi Balogh-Liget Lovas Klub tulajdonosa, 2019 óta a település díszpolgára
- Berndt József (1927–2018): a helyi általános iskola tanítója, illetve a római katolikus ifjúsági kórus vezetője volt, 2006 óta a település díszpolgára
- Bossányi Gyula (1931–2007): a helyi általános iskola igazgatója és önkormányzati képviselője volt
- Fedor Vince (1943): 39 évig volt a település vezetője (tanácselnök, majd polgármester), 2014 óta a település díszpolgára
- dr. Kisfaludy Zsolt (-2023): önkormányzati képviselő, illetve 46 évig volt a település háziorvosa, 2009 óta a település díszpolgára
- dr. Lénárt Béla  (1932-): a település volt alpolgármestere, helytörténésze
- Pelle György: önkormányzati képviselő, illetve a település alpolgármestere volt, 2009 óta a település díszpolgára
- Sólyom Sándor (?–1996): a helyi futball-kör elnöke, 1996 óta a település posztumusz díszpolgára

## Testvértelepülés
- Huszt, Ukrajna (2017. december 14-től)